# Vriesea didistichoides
Vriesea didistichoides là một loài thuộc chi Vriesea. Đây là loài bản địa của Venezuela.